# Amalienstraße 36
Das Gebäude Amalienstraße 36 ist ein Schulgebäude in der Amalienstraße in der Münchener Maxvorstadt. Von 1878 bis 1977 war darin eine Volksschule untergebracht, seit 1977 nutzt  das 1945 gegründete Fremdspracheninstitut der Landeshauptstadt München das Anwesen.

## Gebäude
Das Gebäude ist ein viergeschossiger Bau mit Risaliten und Giebeln und wurde in den Jahren von 1886 bis 1887 als Schulhaus im Stil der deutschen Backsteinrenaissance nach Plänen des Münchner Architekten und Stadtbauamtsleiter  Friedrich Löwel erbaut. Von 1978 bis 1980 wurde es im Inneren weitgehend erneuert. Das Bauwerk ist als Baudenkmal in die Bayerische Denkmalliste eingetragen:

## Nutzung

### Volksschule
Das Gebäude wurde zunächst von der Amalienschule genutzt, die damit die erste bayerische Volksschule mit eigenem Brausebad war, was in der öffentlichen Meinung damals aber nur geteilten Zuspruch fand. Zu den Schülern zählten auch Heinrich Himmler (später als Reichsführer-SS einer der Haupttäter des Holocaust) und Franz Josef Strauß (später bayerischer Ministerpräsident). Während der nationalsozialistischen Diktatur wurden aufgrund widerständigen Verhaltens der katholische Religionslehrer Georg Handwerker und der Schulhausmeister Simon Strasser Opfer von Repressalien. Handwerkers Schüler Walter Klingenbeck wurde später von den Nazis als aktiver Widerstandskämpfer in München-Stadelheim hingerichtet.

### Fremdspracheninstitut
Das Fremdspracheninstitut der Landeshauptstadt München (FIM) ist eine öffentlich-rechtliche Ausbildungsstätte für Fremdsprachenberufe in Bayern, die seit 1977 an der Amalienstraße 36 ansässig ist. Gegründet wurde das Institut zunächst als Städtische Sprachenschule auf Initiative des damaligen Münchner Stadtschulrates Anton Fingerle unmittelbar nach dem Ende des Zweiten Weltkrieges am 26. Oktober 1945. Als Gründungsdirektor ernannte Fingerle den Germanisten und Anglisten Luitpold Haberl. Ab 1974 wurde die Schule als Berufsfachschule in das berufsbildende Schulwesen der Stadt München eingegliedert. Seit diesem Zeitraum liegt die Schulaufsicht beim zuständigen Referat der Regierung von Oberbayern, welche für die Lehrpläne, Stundentafeln und Abschlussprüfungen nach den Vorgaben des Bayerischen Staatsministeriums für Unterricht und Kultus verantwortlich ist. 1979 wurde die Einrichtung um die Fachakademie erweitert.
Das FIM gliedert sich in:
- Berufsfachschule für Fremdsprachenberufe (BFS) für die Ausbildung zu Staatlich geprüfte Fremdsprachenkorrespondent und Staatlich geprüfter Euro-Korrespondent
- Fachakademie Übersetzen und Dolmetschen (FAK) für die Ausbildung zum Staatlich geprüften Übersetzer und Staatlich geprüften Dolmetscher

Die Ausbildung ist schulgeldfrei. Die Berufsfachschule vermittelt vom EU-Programm Erasmus+ geförderte Auslandspraktika.
Zu den Schülern, die das FIM besucht haben, zählt unter anderem die CSU-Politikerin Monika Hohlmeier, deren Vater Franz Josef Strauß schon in dem Gebäude die Grundschule besucht hatte.